# Système européen de supervision financière
Le Système européen de supervision financière (SESF), en anglais European System of Financial Supervision (ESFS) est une architecture institutionnelle de l'Union européenne créée en réponse à la crise économique et financière de 2008. 
Proposé en 2009 par la Commission européenne, l'ESFS remplace les 3 comités de superviseurs existant par 3 nouvelles autorités européennes de surveillance (European Supervisory Authority, ESA) : 
- l'Autorité bancaire européenne (European Banking Authority, EBA), succédant au Comité européen des superviseurs bancaires (Committee of European Banking Supervisors, CEBS),
- l'Autorité européenne des assurances et des pensions professionnelles (European Insurance and Occupational Pensions Authority, EIOPA), succédant au Comité européen des contrôleurs d’assurance et de pensions professionnelles (Committee of European Insurance and Occupational Pensions Supervisors, CEIOPS) et
- l'Autorité européenne des marchés financiers (European Securities and Markets Authority, ESMA), succédant au Comité européen des régulateurs de marchés de valeurs mobilières (Committee of European Securities Regulators, CESR).

Ce cadre est complété par le Conseil européen du risque systémique (European Systemic Risk Board, ESRB) sous la responsabilité de la Banque centrale européenne (BCE).

## Relations avec les autorités nationales
| Pays / Agence européenne                              | Autorité européenne des assurances et des pensions professionnelles [EIOPA] « www.eiopa.europa.eu »(Archive.org • Wikiwix • Archive.is • Google • Que faire ?) --- Membres et observateurs du Conseil de supervision de l'EIOPA (Source) | Autorité européenne des marchés financiers [ESMA] www.esma.europa.eu --- Contacts nationaux de l'ESMA (Source) | Autorité bancaire européenne [EBA] www.eba.europa.eu --- Autorités de surveillance des établissements de crédit et des sociétés d'investissement (Source) | Conseil européen du risque systémique [ESRB] www.esrb.europa.eu --- Autre membre de l'ESRB (c'est-à-dire la banque centrale, si non mentionnée précédemment) (Source) |
| ----------------------------------------------------- | --- | --- | --- | --- |
| Pays membres de l'Union européenne et de la zone euro | | | | |
| Allemagne                                             | Bundesanstalt für Finanzdienstleistungsaufsicht [BaFin] www.bafin.de | Bundesanstalt für Finanzdienstleistungsaufsicht [BaFin] www.bafin.de                                           | - Bundesanstalt für Finanzdienstleistungsaufsicht [BaFin] - Deutsche Bundesbank (Banque fédérale d’Allemagne) www.bundesbank.de                           | voir ci-contre |
| Autriche                                              | Finanzmarktaufsichtsbehörde [FMA] www.fma.gv.at | Finanzmarktaufsichtsbehörde [FMA] www.fma.gv.at                                                                | Finanzmarktaufsichtsbehörde [FMA] www.fma.gv.at | Oesterreichische Nationalbank (Banque nationale d’Autriche) [OeNB] www.oenb.at                                                                                        |
| Belgique                                              | - Financial Services and Markets Authority (Autorité des services et marchés financiers) [FSMA] - Nationale Bank van België - Banque nationale de Belgique [BNB]                                                                         | Financial Services and Markets Authority (Autorité des services et marchés financiers) [FSMA] www.fsma.be      | Nationale Bank van België - Banque nationale de Belgique [BNB] www.bnb.be                                                                                 | voir ci-contre |
| Chypre                                                | - Insurance Companies Control Service www.mof.gov.cy - Social Insurance Services www.mlsi.gov.cy/sid | Cyprus Securities and Exchange Commission [CYSEC] www.cysec.gov.cy                                             | Central Bank of Cyprus (Banque centrale de Chypre) www.centralbank.gov.cy                                                                                 | voir ci-contre |
| Croatie                                               | | | | |
| Espagne                                               | Dirección General de Seguros y Fondos de Pensiones - Ministerio de Economía y Competitividad [DGSFP] www.dgsfp.meh.es | Comisión Nacional del Mercado de Valores (Commission nationale de la bourse de valeurs) [CNMV] www.cnmv.es     | - Banco de España (Banque d’Espagne) [BE] www.bde.es - Comisión Nacional del Mercado de Valores (Commission nationale de la bourse de valeurs) [CNMV]     | voir ci-contre |
| Estonie                                               | Finansinspektsioon [FI] www.fi.ee | Finansinspektsioon [FI] www.fi.ee                                                                              | Finansinspektsioon [FI] www.fi.ee | Eesti Pank (Banque d’Estonie) www.eestipank.info |
| Finlande                                              | Finanssivalvonta FIN-FSA] www.fin-fsa.fi | Finanssivalvonta FIN-FSA] www.fin-fsa.fi                                                                       | Finanssivalvonta FIN-FSA] www.fin-fsa.fi | Banque de Finlande [BOF] www.bof.fi |
| France                                                | Autorité de contrôle prudentiel et de résolution [ACPR] www.acp.banque-france.fr | Autorité des marchés financiers [AMF] www.amf-france.org                                                       | Autorité de contrôle prudentiel et de résolution [ACPR] www.acp.banque-france.fr                                                                          | Banque de France [BDF] www.banque-france.fr |
| Grèce                                                 | - Department of Private Insurance Supervision (Banque de Grèce) - Hellenic Ministry of Employment and Social Protection www.ggka.gr | Epitroph Kefalaiagoras [HCMC] www.hcmc.gr                                                                      | Banque de Grèce www.bankofgreece.gr | voir ci-contre |
| Irlande                                               | - Central Bank of Ireland - The Pensions Board www.pensionsboard.ie | Central Bank of Ireland (Banque centrale d’Irlande) www.centralbank.ie                                         | Central Bank of Ireland (Banque centrale d’Irlande) www.centralbank.ie                                                                                    | voir ci-contre |
| Italie                                                | - Istituto per la Vigilanza sulle Assicurazioni Private e di Interesse Collettivo [ISVAP] www.isvap.it - Commissione di vigilanza sui fondi pensione [COVIP] www.covip.it                                                                | Commissione Nazionale per le Società e la Borsa [CONSOB] www.consob.it                                         | Banca d'Italia (Banque d’Italie) www.bancaditalia.it | voir ci-contre |
| Lettonie                                              | Finanšu un kapitāla tirgus komisija [FKTK] www.fktk.lv | Finanšu un kapitāla tirgus komisija [FKTK] www.fktk.lv                                                         | Finanšu un kapitāla tirgus komisija [FKTK] www.fktk.lv | Latvijas banka (Banque de Lettonie) www.bank.lv |
| Lituanie                                              | Lietuvos bankas (Banque de Lituanie) [LB] www.lb.lt | Lietuvos bankas (Banque de Lituanie) [LB] www.lb.lt                                                            | Lietuvos bankas (Banque de Lituanie) [LB] www.lb.lt | voir ci-contre |
| Luxembourg                                            | - Commissariat aux Assurances [CAA] www.commassu.lu - Commission de Surveillance du Secteur Financier [CSSF] | Commission de Surveillance du Secteur Financier [CSSF] www.cssf.lu                                             | Commission de Surveillance du Secteur Financier [CSSF] www.cssf.lu                                                                                        | Banque centrale du Luxembourg [BCL] www.bcl.lu |
| Malte                                                 | Malta Financial Services Authority [MFSA] www.mfsa.com.mt | Malta Financial Services Authority [MFSA] www.mfsa.com.mt                                                      | Malta Financial Services Authority [MFSA] www.mfsa.com.mt                                                                                                 | Central Bank of Malta (Banque centrale de Malte) www.centralbankmalta.org                                                                                             |
| Pays-Bas                                              | De Nederlandsche Bank (Banque des Pays-Bas) [DNB] www.dnb.nl | Autoriteit Financiële Markten [AFM] www.afm.nl                                                                 | De Nederlandsche Bank (Banque des Pays-Bas) [DNB] www.dnb.nl                                                                                              | voir ci-contre |
| Portugal                                              | Instituto de Seguros de Portugal [ISP] www.isp.pt | Comissão do Mercado de Valores Mobiliários [CMVM] www.cmvm.pt                                                  | Banco de Portugal (Banque du Portugal) www.bportugal.pt                                                                                                   | voir ci-contre |
| Slovaquie                                             | Narodna Banka Slovenska (Banque nationale de Slovaquie) [NBS] www.nbs.sk | Narodna Banka Slovenska (Banque nationale de Slovaquie) [NBS] www.nbs.sk                                       | Narodna Banka Slovenska (Banque nationale de Slovaquie) [NBS] www.nbs.sk                                                                                  | voir ci-contre |
| Slovénie                                              | Agencija za zavarovalni nadzor [A-ZN] www.a-zn.si | Agencija za trg vrednostnih papirjev [A-TVP] www.a-tvp.si                                                      | Banka Slovenije (Banque de Slovénie) www.bsi.si | voir ci-contre |
| Pays membres de l'Union européenne hors zone euro     | | | | |
| Bulgarie                                              | Financial Supervision Commission [FSC] www.fsc.bg | Financial Supervision Commission [FSC] www.fsc.bg                                                              | Banque nationale de Bulgarie [BNB] www.bnb.bg | voir ci-contre |
| Danemark                                              | Finanstilsynet [Ftnet] www.finanstilsynet.dk | Finanstilsynet [Ftnet] www.finanstilsynet.dk                                                                   | Finanstilsynet [Ftnet] www.finanstilsynet.dk | Danmarks Nationalbank (Banque nationale du Danemark) www.nationalbanken.dk                                                                                            |
| Hongrie                                               | Pénzügyi Szervezetek Állami Felügyelete [PSZAF] www.pszaf.hu | Pénzügyi Szervezetek Állami Felügyelete [PSZAF] www.pszaf.hu                                                   | Pénzügyi Szervezetek Állami Felügyelete [PSZAF] www.pszaf.hu                                                                                              | Magyar Nemzeti Bank (Banque nationale de Hongrie) [MNB] www.mnb.hu |
| Pologne                                               | Komisja Nadzoru Finansowego [KNF] www.knf.gov.pl | Komisja Nadzoru Finansowego [KNF] www.knf.gov.pl                                                               | Komisja Nadzoru Finansowego [KNF] www.knf.gov.pl | Narodowy Bank Polski (Banque nationale de Pologne) [NBP] www.nbp.pl                                                                                                   |
| Tchéquie                                              | Česká národní banka (Banque nationale de la République tchèque) [ČNB] www.cnb.cz | Česká národní banka (Banque nationale de la République tchèque) [ČNB] www.cnb.cz                               | Česká národní banka (Banque nationale de la République tchèque) [ČNB] www.cnb.cz                                                                          | voir ci-contre |
| Roumanie                                              | - Comisia de Supraveghere a Asigurarilor (Insurance Supervisory Commission) [CSA (ISC)] www.csa-isc.ro - Comisia de Supraveghere a Sistemului de Pensii Private (Private Pension System Supervisory Committee) [CSSPP] www.csspp.ro      | Comisia Naţională a Valorilor Mobiliare din Romania [CNMV] www.cnvmr.ro                                        | Banca Națională a României (Banque nationale de Roumanie) [BNRO] www.bnro.ro                                                                              | voir ci-contre |
| Suède                                                 | Finansinspektionen [FI] www.fi.se | Finansinspektionen [FI] www.fi.se                                                                              | Finansinspektionen [FI] www.fi.se | Sveriges Riksbank (Banque de Suède) www.riksbank.com |
| Pays observateurs non membres de l'Union européenne   | | | | |
| Islande                                               | Fjármálaeftirlitið [FME] www.fme.is | Fjármálaeftirlitið [FME] www.fme.is                                                                            | Fjármálaeftirlitið [FME] www.fme.is | N/A |
| Liechtenstein                                         | Finanzmarktaufsicht Liechtenstein [FMA] www.fma-li.li | Finanzmarktaufsicht Liechtenstein [FMA] www.fma-li.li                                                          | Finanzmarktaufsicht Liechtenstein [FMA] www.fma-li.li | N/A |
| Norvège                                               | Finanstilsynet www.finanstilsynet.no | Finanstilsynet www.finanstilsynet.no                                                                           | Finanstilsynet www.finanstilsynet.no | N/A |
| Royaume-Uni                                           | - Financial Services Authority [FSA] - The Pensions Regulator www.thepensionsregulator.gov.uk | Financial Conduct Authority (FCA) www.fca.org.uk                                                               | Prudential Regulation Authority (PRA) | Bank of England (Banque d’Angleterre) www.bankofengland.co.uk |

1. 1 2 3 4 5 6 7 8  Représentant permanent sans droit de vote